# I'll Go Crazy If I Don't Go Crazy Tonight
"I'll Go Crazy If I Don't Go Crazy Tonight" is het de vijfde nummer van het album No Line on the Horizon van de Ierse rockband U2. Het nummer is op 17 augustus  uitgebracht bij Mercury Records als derde single. De Ierse animatiefilmmaker David O'Reilly maakte  de videoclip van het nummer. De tekst is geïnspireerd op de presidentscampagne van Barack Obama.
Tijdens de 360° Tour werd er een remix van dit nummer gespeeld.